# Mincso Jovcsev
Mincso Jovcsev, bolgárul Минчо Смилов Йовчев (1942. február 27. – 2020. december 5.) bolgár politikus, kohászati mérnök, a Bolgár Kommunista Párt Központi Bizottságának és Politikai Bizottságának egykori tagja.

## Pályafutása
A Bolgár Kommunista Pártba 1968-ban lépett be. 1986-tól tagja a párt Központi Bizottságának, 1989–1990 között a Politikai Bizottságának is. 1989–1990 között a Minisztertanács alelnöke, ipari miniszter volt.

## Fordítás
- Ez a szócikk részben vagy egészben a Минчо Йовчев című bolgár Wikipédia-szócikk fordításán alapul.  Az eredeti cikk szerkesztőit annak laptörténete sorolja fel. Ez a jelzés csupán a megfogalmazás eredetét és a szerzői jogokat jelzi, nem szolgál a cikkben szereplő információk forrásmegjelöléseként.